# Jean Leutprecht
Jean Leutprecht (Curitiba, 24 de abril de 1965) é um político brasileiro.
Filho de Elisaudo Leutprecht e de Marcy Mara de Carvalho Leutprecht. Casou com Samira Leutprecht.
Nas eleições de 2014 disputou uma das vagas de deputado estadual para a Assembleia Legislativa de Santa Catarina, pelo Partido Comunista do Brasil (PCdoB), obtendo 10.781 votos e ficando na suplência. Foi convocado em 2015 e assumiu vaga na 18ª Legislatura (2015-2019), por um período de 60 dias.